# Робби, Марго
Ма́рго Эли́с Ро́бби (англ. Margot Elise Robbie; род. 2 июля 1990, Долби, Квинсленд, Австралия) — австралийская актриса и продюсер. Известна по ролям в блокбастерах и независимых фильмах. Имеет три номинации на премию «Оскар», шесть на BAFTA и четыре на «Золотой глобус». В 2017 году попала в список 100 наиболее влиятельных людей по мнению журнала Time. В 2019 году была признана одной из самых высокооплачиваемых актрис в мире по версии журнала Forbes.
Робби родилась в Квинсленде и начала карьеру в 2008 году в сериале «Соседи», в котором она играла постоянного персонажа до 2011 года. После переезда в США актриса получила одну из главных ролей в сериале «Пан Американ». В 2013 году Робби совершила прорыв, снявшись в чёрной комедии «Волк с Уолл-стрит». Широкое признание к Робби пришло после роли Джейн Портер в картине «Тарзан. Легенда» и Харли Квинн в фильмах Расширенной вселенной DC, начиная с «Отряда самоубийц».
Актриса получила признание критиков и номинацию на премию «Оскар» за лучшую женскую роль благодаря роли фигуристки Тони Хардинг в байопике «Тоня против всех». Затем в карьере Робби последовали роли в фильмах «Две королевы» (королева Елизавета I), «Однажды в Голливуде» (Шэрон Тейт) и «Скандал» (сотрудница телеканала Fox News). За все три фильма актриса получила номинации на BAFTA и на «Оскар» за лучшую женскую роль второго плана за «Скандал». Вскоре Робби сыграла начинающую актрису в эпическом фильме «Вавилон» и модную куклу в фэнтезийной комедии «Барби», ставшей самой кассовой картиной в её карьере и получившей номинацию на «Оскар» в категории «Лучший фильм».
Робби вместе со своим мужем, помощником режиссёра Томом Акерли, основала продюсерскую компанию LuckyChap Entertainment, под руководством которой вышло несколько фильмов, в том числе «Тоня против всех», «Девушка, подающая надежды», «Барби» и «Солтберн», а также сериал Hulu «Куколка» и мини-сериал Netflix «Уборщица. История матери-одиночки».

## Биография

### 1990—2007: Ранние годы
Марго Элис Робби появилась на свет 2 июля 1990 года в Долби, штат Квинсленд, в семье бывшего владельца фермы и магната по выращиванию сахарного тростника Дага Робби и физиотерапевта Сари Кесслер. У неё есть старшие брат Лаклан и сестра Аня, а также младший брат Кэмерон. Когда Марго было пять лет, её родители расстались. Мать в одиночку воспитывала Робби и её братьев и сестёр. Большую часть своей юности Марго провела на ферме бабушки и дедушки в долине Каррамбин в Голд-Косте. Робби, будучи энергичным ребёнком, часто устраивала шоу у себя дома.
Мать отправила Робби в цирковую школу. В восемь лет она научилась делать прыжки на трапеции и получила сертификат. Робби окончила Сомерсетский колледж. Марго подростком работала на трёх работах одновременно: обслуживала бар, убиралась в домах и работала в Subway. Окончив школу и имея в своём портфолио несколько рекламных роликов и независимых триллеров, Робби переехала в Мельбурн, чтобы начать актёрскую карьеру.

### 2008—2012: Первые роли и «Соседи»

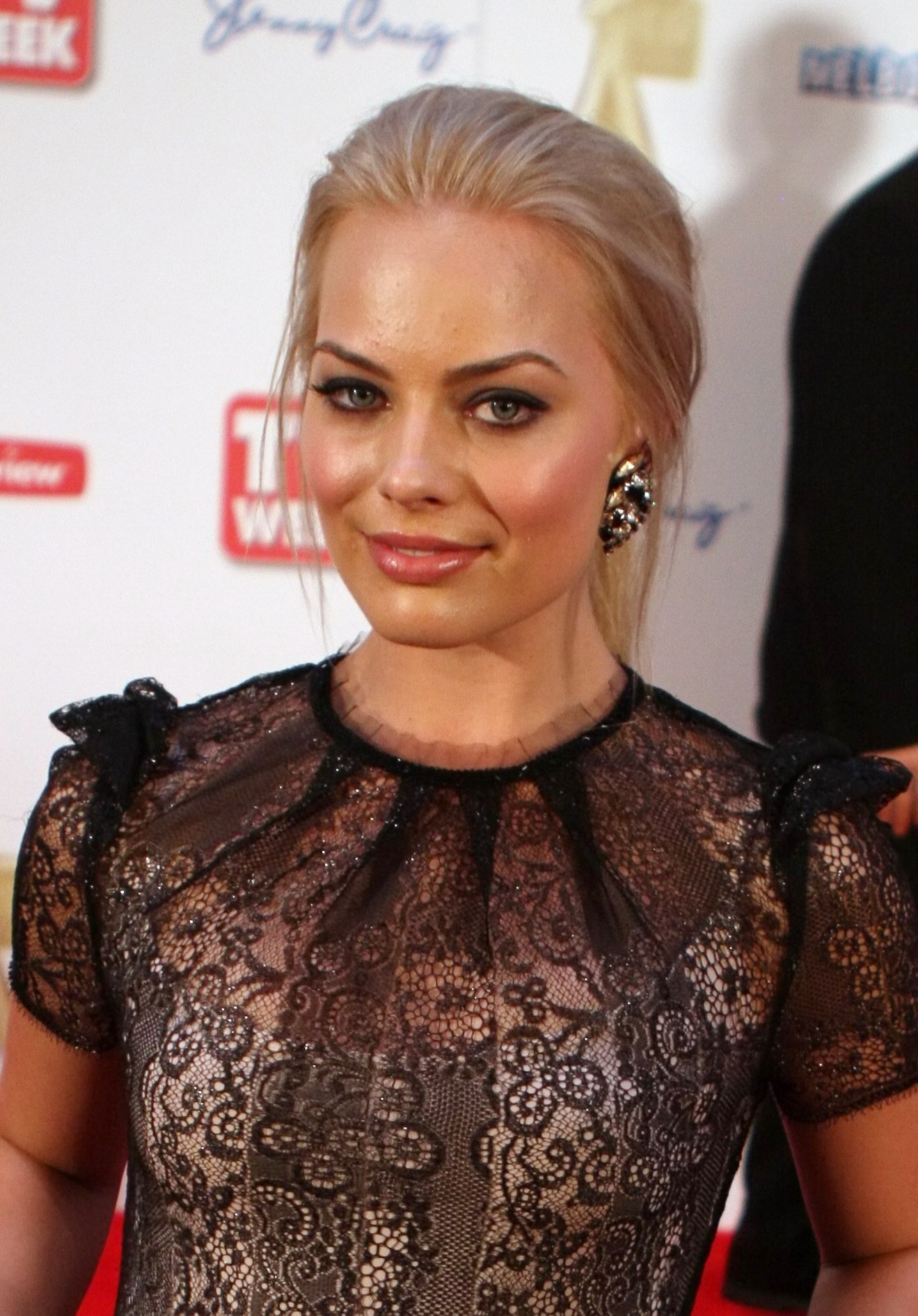
Робби на церемонии вручения премии Logie Awards в 2011 году

Первые роли Робби стала получать ещё во время учёбы в средней школе. Она сыграла главные роли в двух низкобюджетных инди-триллерах «Мститель» и «Я вижу тебя», вышедших на экраны спустя много лет. Дебют Робби на телевидении состоялся в 2008 году в сериале «Отдел убийств», в котором актриса исполнила гостевую роль Кейтлин Брентфорд. Затем последовал детский сериал «Принцесса слонов», в котором Робби снялась вместе с Лиамом Хемсвортом.
В июне 2008 года Робби начала сниматься в телевизионной мыльной опере «Соседи». Ей досталась роль Донны Фридман. Изначально Донна должна была появиться как гостевой персонаж, но сразу после появления на экране Робби была переведена в основной актёрский состав. За свою трёхлетнюю работу в сериале она получила две номинации на премию Logie Awards. Сразу по прибытии в Америку Робби получила роль стюардессы Лоры в драматическом сериале «Пан Американ». Премьерный эпизод показал высокие рейтинги, но из-за падения рейтингов сериал закрыли после первого сезона.

### 2013—2015: Прорыв
В кино Робби дебютировала в романтической комедии Ричард Кёртиса «Бойфренд из будущего» с Доналом Глисоном и Рэйчел Макадамс в главных ролях. В фильме рассказывается история о юноше, который путешествует во времени, чтобы изменить своё прошлое в надежде улучшить своё будущее. Чтобы сыграть любовницу Глисона, Робби переняла британский акцент. Фильм был успешен в прокате и вызвал сдержанно-положительные отзывы. Прорыв в карьере Робби произошёл в том же году, когда актриса сыграла Наоми Лапалью, жену Джордана Белфорта, роль которого исполнил Леонардо Ди Каприо, в биографической чёрной комедии Мартина Скорсезе «Волк с Уолл-стрит». Фильм рассказывает о судьбе биржевого брокера и о том, как его фирма занималась махинацией с ценными бумагами и мошенничеством на Уолл-стрит. Во время прослушивания Робби сымпровизировала и дала пощёчину Ди Каприо. Фильм и игра актрисы заслужили благоприятные отзывы критиков. Критик Саша Стоун назвала Робби одной из лучших найденных Скорсезе блондинок-красоток со времён Кэти Мориарти из «Бешеного быка». «Волк с Уолл-стрит» собрал в прокате 392 миллиона долларов, став самой кассовой картиной Скорсезе по сей день. Робби была номинирована на кинонаграду MTV за лучший прорыв года и выиграла премию «Империя» за лучший дебют.

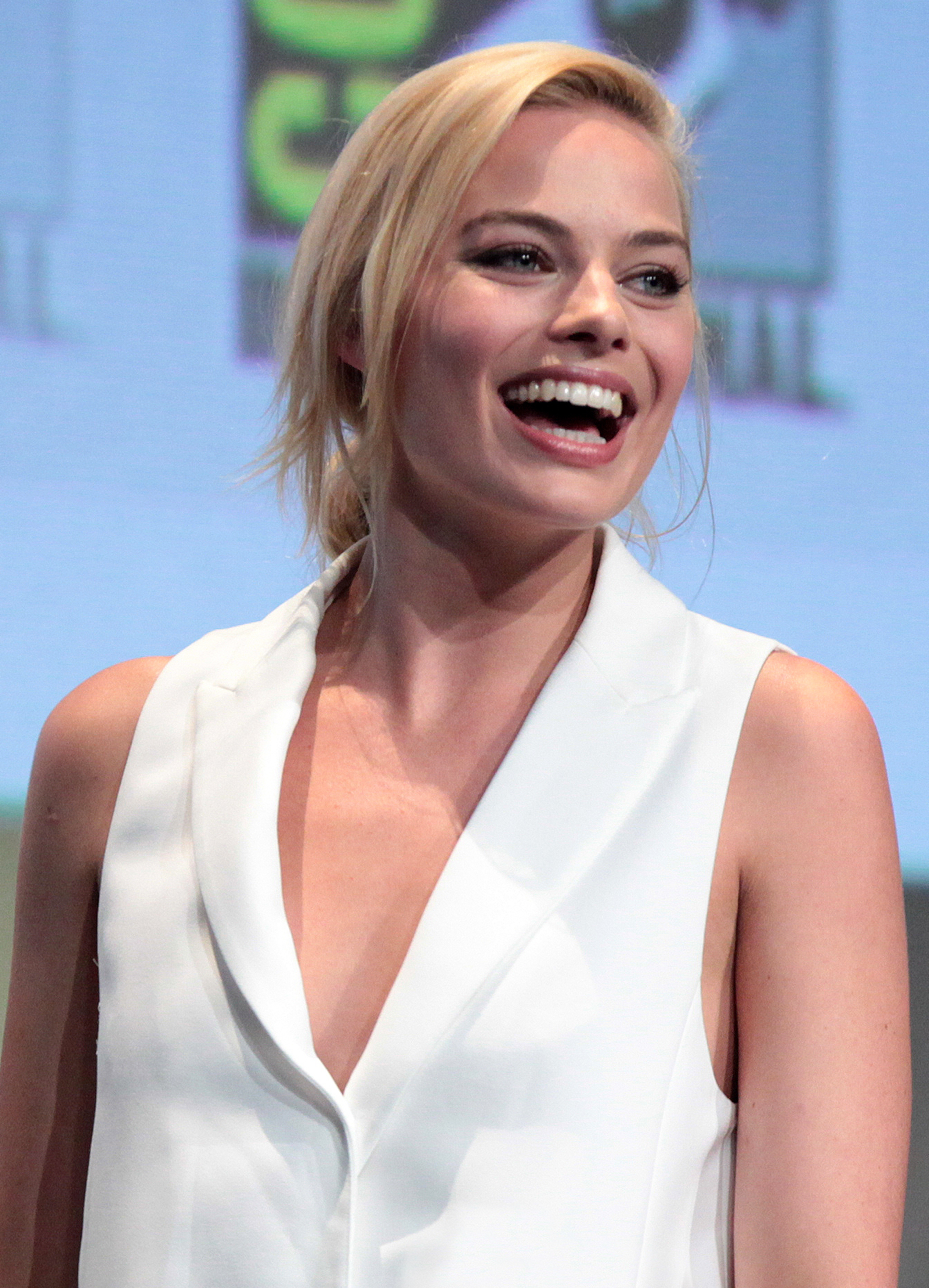
Робби на фестивале San Diego Comic-Con в 2015 году

Актриса признавалась, что известность, пришедшая благодаря фильму «Волк с Уолл-стрит», заставила её задуматься о завершении карьеры, но её мать объяснила, что уже слишком поздно. В итоге Робби поняла, что надо двигаться дальше. Намереваясь поддержать проекты, ориентированные на женщин, Робби вместе со своим будущим мужем Томом Акерли и давними друзьями Софией Керр и Джози Макнамарой основала свою продюсерскую компанию LuckyChap Entertainment. Компания была основана в 2014 году, а её название позаимствовано у Чарльза Чаплина.
В 2015 году вышло четыре фильма с участием Робби. Первым стала романтическая комедийная драма Гленна Фикарры и Джона Рекуа «Фокус» с Уиллом Смитом. В этой картине актриса сыграла неопытную мошенницу, которую персонаж в исполнении Смита обучает мастерству вора. Для роли Робби училась у карманника Аполло Роббинса воровать. Отзывы на фильм в целом были смешанными, но игра Робби была оценена критиками. Актриса была номинирована на премию «Восходящая звезда» на 68-й церемонии вручения наград BAFTA. Следующее появление Робби состоялось в военной мелодраме Солла Диба «Французская сюита» с Мишель Уильямс и Кристин Скотт Томас в главных ролях. Фильм основан на второй части одноимённого романа Ирины Немировской. В лента Робби сыграла женщину, влюбившуюся в немецкого солдата во время оккупации Франции Германией во время Второй мировой войны.
Затем актриса сыграла первую заглавную роль в постапокалиптической драме Крэйга Зобела «Z — значит Захария» с Крисом Пайном и Чиветелом Эджиофором. Фильм частично основан на одноимённой книге Роберта К. О’Брайена и рассказывает историю Энн Берден, попавшей в любовный треугольник с последними выжившими в катастрофе, уничтожившей большую часть цивилизации. Во время подготовки к роли Робби училась говорить с аппалачским акцентом. Картина вызвала благоприятные отзывы, а игра Робби была широко оценена. Дрю Маквини из HitFix писал, что работа Робби в этом фильме делает её одной из лучших актрис своего возраста. Четвёртым фильмом с Робби в 2015 году стала комедийная драма Адама Маккея «Игра на понижение», в которой актриса появилась в сцене с ванной и рассказывала о субстандартных ипотечных кредитах, ломая четвёртую стену.

### 2016—2018: Мировое признание
В 2016 году Робби сыграла британского военкора в экранизации мемуаров журналистики Ким Бейкер «Талибанская перетряска» под названием «Репортёрша» с Тиной Фей и Мартином Фрименом в главных ролях. Робби вновь поработала с режиссёрском дуэтом Фикаррой и Рекуа после «Фокуса». Позже актриса сыграла Джейн Портер в приключенческом фильме Дэвида Йейтса «Тарзан. Легенда». Критики смешанно отзывались о фильме. Манола Даргис в The New York Times хвалила Робби за умение сдерживать себя в роли второстепенной героини в составе актёров-мужчин, куда входили Александр Скарсгард и Сэмюэл Л. Джексон.
В 2016 году Робби сыграла суперзлодейку комиксов DC Харли Квинн в кинокомиксе Дэвида Эйера «Отряд самоубийц». Актриса признавалась, что никогда не читала комиксы, но чувствовала огромную ответственность за то, что должна отдать должное персонажу и порадовать фанатов. Робби начала готовиться к роли злодейки за шесть месяцев до съёмок. В расписание актрисы входили занятия боксом, упражнения воздушной гимнастики и тренировка задержки дыхания под водой. Большую часть своих трюков Марго выполнила сама и научилась задерживать дыхание под водой на пять минут. «Отряд самоубийц» был коммерчески успешен и занял десятую строчку в списке кассовых фильмов 2016 года с доходом в 746,8 миллиона долларов. Игра Робби была основным достоинством. Кристофер Орр из The Atlantic назвал её игру поистине потрясающей. На вручении People's Choice Awards актриса получила награду в номинации «Любимая экшн-актриса». Также она была удостоена премии «Выбор критиков» за лучшую женскую роль в экшн-фильме. В октябре 2016 года Робби стала ведущей премьерного выпуска сорок второго сезона ночного скетч-шоу от NBC «Saturday Night Live», в котором актриса спародировала Иванку Трамп. Премьерный выпуск показал высокие рейтинги за последние восемь лет. Робби вновь поработала с Доналом Глисоном в биографической драме Саймона Кёртиса «Прощай, Кристофер Робин» о жизни создателя Винни-Пуха А. А. Милна и его семьи. Фильм получил скромные отзывы критиков и провалился в прокате.

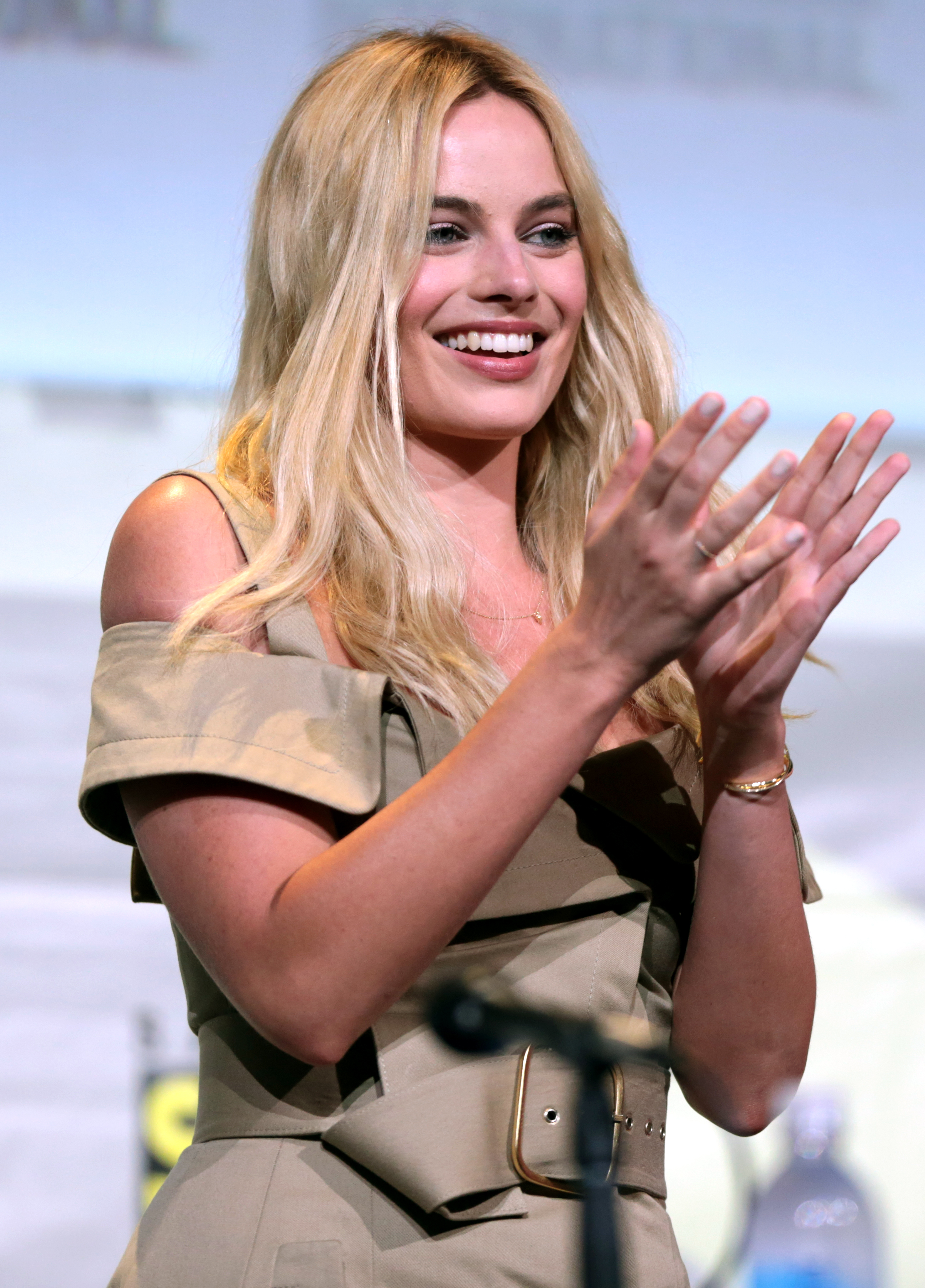
Робби в 2016 году

Первым фильмом компании LuckyChap Entertainment и последним в 2017 году стала спортивная чёрная комедия Крейга Гиллеспи «Тоня против всех», основанная на жизни американской фигуристки Тони Хардинг. Во время подготовки к роли Робби познакомилась с Хардинг, посмотрела видеозаписи и интервью с фигуристкой, училась разговаривать с тихоокеанским северо-западным акцентом и месяцами практиковала фигурное катание под присмотром хореографа Сары Кавахара. Премьера картины состоялась на Кинофестивале в Торонто в 2017 году и вызвала признание критиков. Джеймс Лаксфорд из Metro назвал роль Робби лучшей в её карьере. Кинокритик газеты The Observer Марк Кермод писал: «Игра Марго Робби в этой сатирической постмодернистской истории об опальной звезде — мощный торнадо, балансирующий между тонко проработанным персонажем и энергичной физической формой». За свою роль актриса получила многочисленные награды, в том числе номинации на «Оскар», BAFTA, «Золотой глобус», премию Гильдии киноактеров США и «Выбор критиков» за лучшую женскую роль.
Робби начала 2018 год с озвучивания крольчихи Флопси в компьютерно-анимационной комедии режиссёра Уилла Глака «Кролик Питер», основанной на серии книг Беатрис Поттер. Лента имела успех в прокате и собрала 351,3 миллиона долларов при бюджете в 50 миллионов. Следующие два фильма 2018 года с Робби — триллер в стиле неонуар «Конченая» и комедийный хоррор «Правила бойни» — были разгромлены критиками и провалились в прокате. Последним фильмом 2018 года стала историческая драма Джози Рурк «Две королевы», в которой Робби сыграла королеву Елизавету I, а Сирша Ронан — её двоюродную сестру Марию Стюарт. В ленте рассказывается история про Северное восстание 1569 года. Изначально Робби отказывалась от роли, так как боялась воплотить исторический образ королевы. Критики разругали фильм за сценарий и исторические неточности, но похвалили игру Робби и Ронан и их химию на экране. За роль Робби была номинирована на BAFTA и на премию Гильдии киноактёров США.

### С 2019 года: Состоявшаяся актриса и продюсер

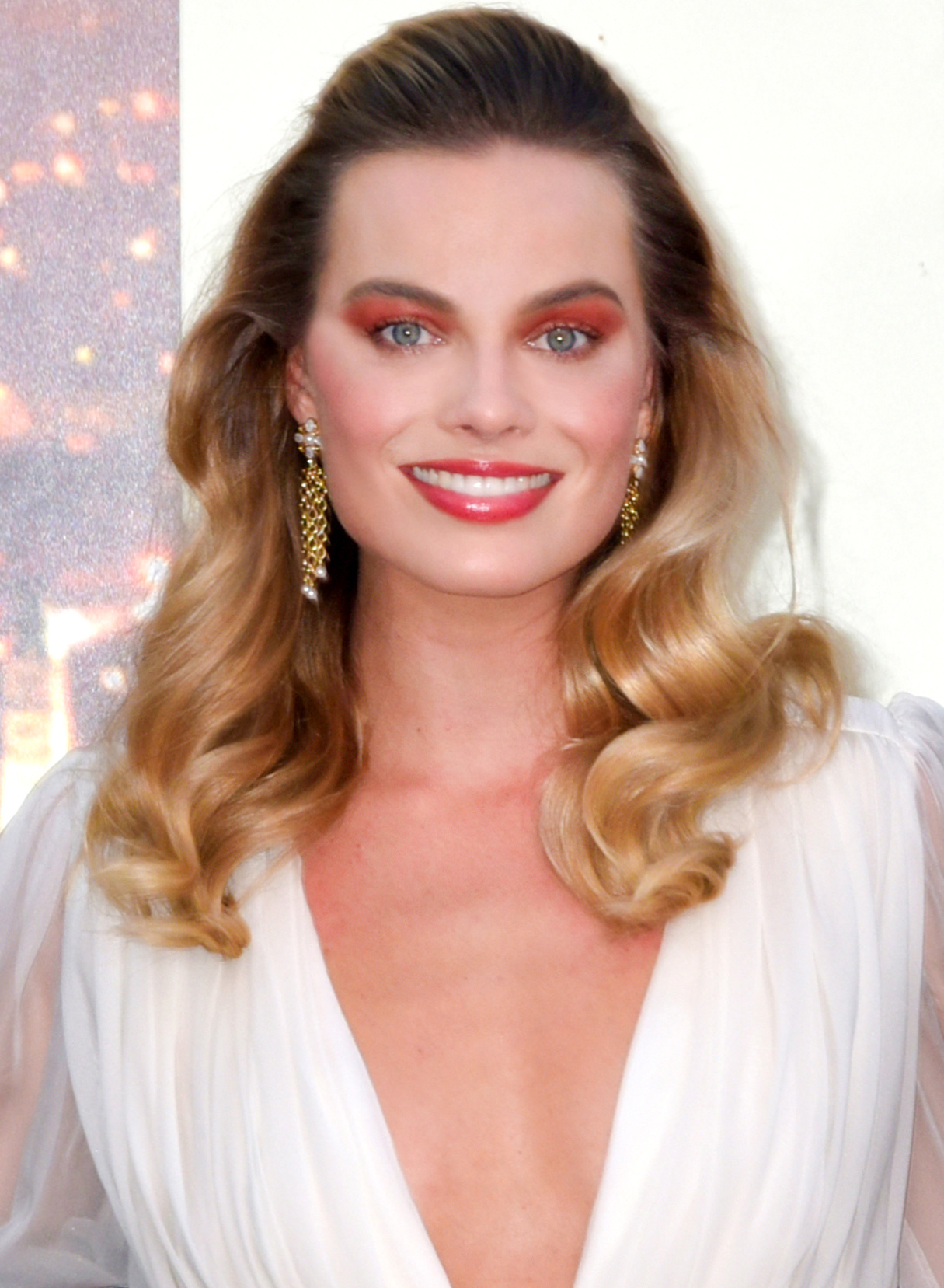
Робби на премьере фильма «Однажды в Голливуде» в 2019 году

Первым фильмом Робби в 2019 году стал исторический триллер «Страна грёз», действие которого происходит во время Пыльного котла 1930-х годов. Актриса выступила в качестве исполнительного продюсера комедийного сериала «Куколка», транслировавшегося на Hulu с 2019 по 2022 год. В том же году Робби сыграла Шэрон Тейт вместе с Леонардо Ди Каприо и Брэдом Питтом в комедийной драме Квентина Тарантино «Однажды в Голливуде». Актриса была единственным выбором режиссёра на роль покойной актрисы. Готовясь к роли, Робби встретилась с членами семьи и друзьями Тейт, посмотрела все фильмы с её участием и прочитала автобиографию тогдашнего мужа Тейт Романа Полански. Премьера фильма «Однажды в Голливуде» состоялась на Каннском кинофестивале в 2019 году. Картина получила признание критиков и имела коммерческий успех в прокате, собрав 374,3 миллиона долларов. Несмотря на то, как многие критики ругали отсутствие реплик Робби в фильме, редактор газеты The Daily Telegraph Робби Коллин назвал сцену с Робби в кинотеатре замечательной в фильме.
Также в 2019 году актриса сыграла Кайлу Посписил, собирательного персонажа, основанного на нескольких сотрудниках Fox News, в драме Джея Роуча «Скандал» с Шарлиз Терон и Николь Кидман в главных ролях. В картине рассказывается история о сотрудницах Fox News, обвинивших в сексуальных домогательствах генерального директора телеканала Роджера Айлза. Для своей героини Робби позаимствовала акцент у Кэтерин Харрис. Фильм вызвал положительные отзывы. За роли в лентах «Однажды в Голливуде» и «Скандал» Робби получила две номинации на BAFTA за лучшую женскую роль второго плана и на премию Гильдии киноактёров США за лучший актёрский состав в игровом кино. За «Скандал» актриса получила номинации на «Оскар», «Золотой глобус» и премию Гильдии киноактёров США в категории «Лучшая женская роль второго плана».
Новое десятилетие Робби начала с кинокомикса Кэти Янь «Хищные птицы: Потрясающая история Харли Квинн», в котором актриса вернулась к роли Харли Квинн. Актриса обратилась с идеей снять боевик с женским составом актрис к Warner Bros. ещё в 2015 году во время съёмок «Отряда самоубийц». Робби потратила следующие три года на разработку проекта под руководством своей продюсерской компании и предпринимала совместные усилия по поиску женщины-режиссёра и сценариста. Лента была встречена в целом благоприятными отзывами критиков. Ян Фрир из журнала Empire писал, что Робби как ценный игрок придаёт Харли очаровательную причудливость и убедительную опасность, намекающие на внутренний мир Харли без диалогов. Робби получила две номинации на премию «Выбор критиков».
Робби выступила продюсером комедийного триллера сценариста и режиссёра Эмиральд Феннел «Девушка, подающая надежды» с Кэри Маллиган в главной роли. Лента рассказывает о женщине, стремящейся отомстить за смерть своей лучшей подруги, ставшей жертвой изнасилования. Картина вызвала признание критиков и была номинирована на «Оскар» как лучший фильм. В 2021 году Робби вернулась озвучивать крольчиху Флопси во второй части «Кролика Питера», выпущенной годом позже из-за пандемии COVID-19. Фильм вызвал неоднозначные отзывы и собрал в прокате 153,8 миллиона долларов. Актриса в третий раз сыграла Харли Квинн в прямом сиквеле «Отряда самоубийц» с подзаголовком «Миссия навылет» сценариста и режиссёра Джеймса Ганна. Из-за пандемии COVID-19 кинокомикс выпустили одновременно в кинотеатрах и в стриминг-сервисе HBO Max. Оуэн Глейберман отметил восхитительную актёрскую игру Робби. В том же году актриса стала исполнительным продюсером мини-сериала Netflix «Уборщица. История матери-одиночки».

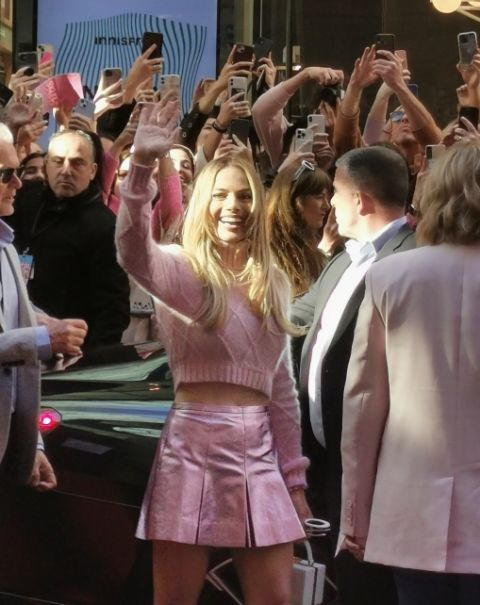
Робби на премьере фильма «Барби» в 2023 году в Сиднее

В 2022 году Робби вернулась к роли Донны Фридман в финале сериала «Соседи». Актриса снялась в исторической комедии Дэвида О. Расселла «Амстердам», основанной на деловом заговоре 1933 года. Фильм был разгромлен критиками и провалился в прокате. В этом же году актриса появилась в комедийной драме Дэмьена Шазелла «Вавилон», в которой сыграла актрису Нелли Ларой, прототипом которой послужила звезда немого кино Клара Боу. Готовясь к роли, Робби изучала работы Боу и исследовала её травмирующее детство. Актриса описала Ларой как «самую физическую и эмоционально истощающую героиню, которую мне доводилось играть». Картина имела низкие сборы в прокате, а мнения критиков разделились, но игра Робби была оценена положительно. Обозреватель издания BBC Culture Кэрин Джеймс писал, что смелая харизматичная игра Робби сделала Нелли дерзкой и вызывающей симпатию фигурой. Актриса получила ещё одну номинацию на «Золотой глобус» за лучшую женскую роль.
В 2023 году Робби сыграла в одной сцене комедии Уэса Андерсона «Город астероидов». Следующим фильмом актрисы стала фэнтезийная комедия Греты Гервиг «Барби», которую актриса спродюсировала и сыграла в ней главную роль вместе с Райаном Гослингом. Робби выкупила права у производителя кукол Барби Mattel на экранизацию в 2018 году. Актриса предложила Грете Гервиг написать сценарий и стать режиссёром. Марго предлагала Галь Гадот сыграть главную роль, но она отказалась. Во время подготовки к съёмкам Гервиг и Робби посмотрели старые Technicolor мюзиклы, в том числе «Красные башмачки» и «Шербурские зонтики». Журнал Variety сообщил, что Робби заработала за роль 12,5 миллионов долларов, став самой высокооплачиваемой актрисой года в Голливуде. Элисон Уиллмор из Vulture отметила, что Марго идеально подошла на роль Барби, и похвалила актрису за серьёзность и юмор. «Барби» собрал 1,4 миллиард долларов и стал кассовым фильмом в карьере Робби. За роль в «Барби» Робби получила ещё одну номинацию на «Золотой глобус» и BAFTA. Также актриса получила номинацию на «Оскар» в категории «Лучший фильм».
Также в 2023 году Робби спродюсировала вторую режиссёрскую работу Феннел под названием «Солтберн». 40-й кинофестиваль «Сандэнс» ознаменовался премьерой следующего продюсерского проекта Робби, комедии Меган Парк «Моя старая задница». Следующим актёрским проектом с участием Робби должен стать фильм Коганды «Большое, отважное, прекрасное путешествие», в котором она сыграет вместе с Колином Фарреллом, и экранизация романа «Грозовой перевал» режиссёра Эмиральд Феннел с Джейкобом Элорди. 

## Личная жизнь
Несмотря на внимание прессы, Робби редко делится подробностями своей личной жизни. Робби переехала из Мельбурна в Уильямсбург в Бруклине в начале 2010-х годов. До этого она жила в одной квартире с коллегой по сериалу «Соседи» Эшли Брюэр. За это время актриса стала страстным фанатом хоккея, болела за Нью-Йорк Рейнджерс и играла нападающим на правом фланге в любительской хоккейной лиге.
Робби познакомилась с британским помощником режиссёра Томом Акерли на съёмках фильма «Французская сюита» в 2013 году. В 2014 году она переехала в Лондон вместе с Акерли и соучредителями LuckyChap Entertainment Софией Керр и Джози Макнамарой. Позже в том же году у Робби и Акерли завязались романтические отношения. Пара поженилась в декабре 2016 года на частной свадебной церемонии в Байрон-Бей, Австралия и проживает в Венисе. 

## Другая деятельность
Робби — активная сторонница прав человека, женщин, гендерного равенства и ЛГБТ. Продюсерская компания актрисы LuckyChap Entertainment ориентирована на производство женского кино, в создании которого могут принимать участие женщины-режиссёры, сценаристы, продюсеры. В 2014 году Робби участвовала в мероприятии по сбору средств в поддержку Фонда кино и телевидения, направленного на помощь людям в кино- и телеиндустрии. Актриса вновь посетила мероприятие в 2018 и 2020 годах. В 2015 году актриса помогла собрать 12 миллионов долларов на мероприятии по сбору средств BGC Global Charity Day для благотворительных организаций по всему миру. В 2016 году Робби присоединилась к другим знаменитостям и сотрудникам Управления верховного комиссара ООН по делам беженцев к петиции, направленной на поддержку растущего числа семей, вынужденных спасаться от конфликтов и преследований по всему миру.
В октябре 2016 года на шоу «Saturday Night Live» Робби выступила за однополые браки в Австралии и надела футболку с надписью «Скажи „Я это сделаю“ в Австралии» и картой страны в цветах радуги. Через год актриса вновь выступила за легализацию однополых браков в стране вместе с актёром-австралийцем Крисом Хемсвортом. В 2018 году она поддержала движение Time’s Up в защиту женщин от сексуальных домогательств и дискриминации. В апреле 2021 года Робби стала лауреатом первой премии RAD Impact Award и разделила награду с благотворительной организацией Youngcare, помогающей австралийцам с ограниченными возможностями здоровья, нуждающихся в тщательном уходе.

## Признание

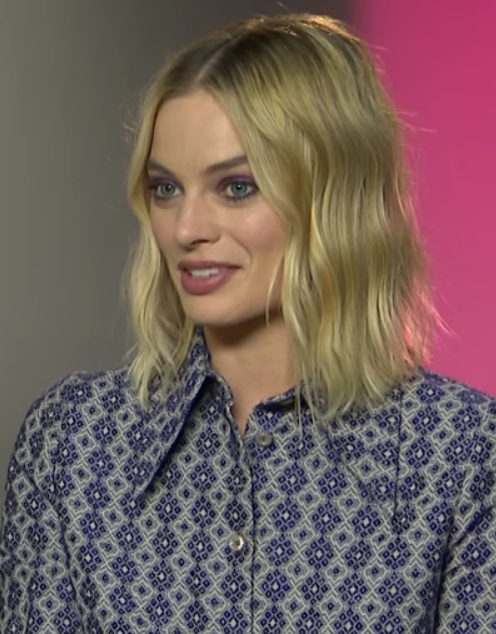
Робби в 2016 году

За роль в «Волке с Уолл-стрит» журнал Vanity Fair включил Робби в список десяти лучших актёрских прорывов 2013 года. В 2017 году она появилась в списке Forbes 30 Under 30, состоящем из молодых предпринимателей, новаторов и тех, кто меняет правила игры в мире. Также она попала в аналогичный список The Hollywood Reporter. В том же году журнал Time назвал актрису одной из ста самых влиятельных людей в мире. Режиссёр «Волка с Уолл-стрит» Мартин Скорсезе написал в журнале: «Марго потрясна во всём, что она делает, и она будет радовать нас вечно». В 2019 году Forbes включил Робби в список самых высокооплачиваемых актрис мира с годовым доходом в 23,5 миллиона долларов. В этом же году журнал The Hollywood Reporter включил её в число ста самых влиятельных людей в индустрии развлечений. В 2021 году The Hollywood Reporter назвал Марго одной из ста самых влиятельных женщин в индустрии развлечений.
В 2018 и 2019 годах Робби была признана одной из самых стильно одетых женщин по версии ритейлера люксовой одежды Net-a-Porter. В 2014 и 2016 годах актриса фигурировала в списке 99 самых желанных женщин мира по версии сайта AskMen и ежегодно входила в десятку лучших. Также в 2016 году Марго заняла первое место в списке «100 самых сексуальных женщин мира» по версии FHM. С 2016 года Робби стала амбассадором таких брендов, как Calvin Klein, Nissan и Chanel. Она была последним послом бренда, выбранным Карлом Лагерфельдом перед своей смертью в феврале 2019 года.

## Фильмография и награды
Согласно сайту-агрегатору рецензий Rotten Tomatoes, самыми высоко оценённым фильмами в карьере Робби являются «Бойфренд из будущего», «Волк с Уолл-стрит», «Z — значит Захария», «Французская сюита», «Репортёрша», «Тоня против всех», «Две королевы», «Скандал», «Однажды в Голливуде», «Хищные птицы: Потрясающая история Харли Квинн», «Отряд самоубийц: Миссия навылет» и «Барби».
Робби дважды номинировалась на «Оскар» за «Лучшую женскую роль» в байопике «Тоня против всех» и за «Лучшую женскую роль второго плана» в драме «Скандал». Также актриса была номинирована на пять премии Британской киноакадемии, четыре «Золотых глобуса» и пять премии Гильдии киноактёров США. Робби выиграла премию AACTA за лучшую международную женскую роль в «Тоня против всех» и за лучшую международную женскую роль второго плана в «Скандал».